# Le Papillon des étoiles
Le Papillon des étoiles est un roman de Bernard Werber paru en 2006.
Le thème du roman est la colonisation de l'espace par l'humanité. Dans le début du livre, la fuite est présentée comme l'ultime recours face à l'autodestruction de l'humanité sur leur planète, avec l'aphorisme : « Le dernier espoir, c'est la fuite », aphorisme figurant sur la couverture. Le livre présente aussi une théorie relative à la panspermie.

## Résumé

### Première partie:L'ombre d'un rêve
Dégoûté par l'humanité et la certitude que celle-ci court à son auto-destruction, Yves Kramer, chef du département « innovations et perspectives » de l'Agence spatiale, décide de s'enfuir en construisant un immense voilier solaire nommé Papillon des étoiles, basé sur le principe de la propulsion photonique. Aidé par Élisabeth Malory, une navigatrice de renom qu'il a percutée en voiture, causant sa paralysie, et par Gabriel Mac Namarra, un riche investisseur un peu zélé, il prévoit d'embarquer 144 000 personnes à bord, pour un voyage d'un millénaire, afin d'atteindre une exoplanète vivable. Bientôt rejoint par Satine Vanderbild, son assistante, et Adrien Weiss, un biologiste et psychologue, Yves Kramer recrute ces 144 000 êtres humains, sélectionnés après des tests sévères pour leurs qualités, leurs compétences et leur aptitude à la vie en société. 
Un temps jugé dément, le projet Dernier Espoir — visant à construire et lancer le voilier solaire — rencontre, au fur et à mesure de son avancement et de la possibilité de sa réussite, les foudres des hommes politiques, des religieux, et bientôt de toute la population humaine, se sentant exclue par le projet. La « fuite dans l'espace sans autorisation » se voit ainsi interdite par une loi exceptionnelle votée par l'Assemblée. Entourés et attaqués par les forces armées, les protagonistes parviennent malgré tout à faire décoller leur vaisseau spatial.

### Seconde partie:Le village dans l'Espace
Conscients de participer à un événement majeur de leur histoire, les membres de l'équipage décident de construire Paradis-Ville, à l'aide de nombreuses matières premières et d'outils qu'ils ont embarqués à bord. Petit à petit, l'environnement du vaisseau se modifie, et l'on voit apparaître montagnes, forêts, lacs, ainsi que les écosystèmes associés à ces environnements. La vie suit son cours, et les couples commencent bientôt à se reproduire — à l'exemple d'Yves et Élisabeth, qui, leurs conflits apaisés, donnent naissance à une petite Élodie. Hélas cette utopie ne va pas durer.
Très vite, la vie est bouleversée par le premier crime, perpétré par un boulanger ivre et jaloux. Yves et ses amis décident alors de reproduire, à contre-cœur, un schéma hiérarchique de la planète qu'ils ont fuie en créant des tribunaux, des lois, et des interdictions. La situation dégénère alors, et un groupe d'individus, menés par Satine, décident de se rebeller, et d'utiliser le Moucheron — capsule du vaisseau originellement construite pour se rendre sur une exoplanète, à l'issue du voyage — dans l'intention de retourner sur leur « chère Terre natale. »
Le millénaire qui suit est le théâtre d'une alternance entre des périodes de paix et des périodes de guerre, de quelques dizaines d'années chacune, qui ont pour effet d'endommager sévèrement l'intérieur du vaisseau, tandis que les nombreuses météorites non-évitées ont troué la voilure extérieure. Sur les 144 000 voyageurs au départ, seuls six ont échappé aux prédateurs mutés, aux maladies et aux guerres.

### Troisième partie:Arrivée en planète étrangère
Arrivés près d'une étoile, autour de laquelle une planète viable est en orbite, les six jeunes gens — une femme et cinq hommes — doivent sélectionner l'individu masculin qui accompagnera Élisabeth-15 sur la planète, le Moucheron II (jadis reconstruit par Yves) ne comprenant que deux places.
Adrien-18 et Élith (le surnom d'Élisabeth-15) atterrissent donc sur cette planète et y découvrent qu'une forme de vie extraterrestre y séjourne, ressemblant étrangement à des dinosaures. Les deux humains utilisent une machine présente dans la capsule, ainsi que des cellules souches, pour recréer une faune et une flore conformes à « l'ancienne Terre ». Néanmoins, la disparition massive et brutale des dinosaures à la suite de leur arrivée les pousse à se poser la question de leur incidence sur ce monde.
Fâchée, Élith quitte Adrien, qui la retrouve, quelque temps plus tard, tuée par un serpent. Il crée alors, avec l'appareil précédent, et un morceau de moelle osseuse d'une de ses côtes, une nouvelle femme, nommée Éya.

## Allusionscosmogoniques
Au cours du dernier chapitre du livre (chapitre 74 : L'enfant des étoiles), Adrien résume à sa nouvelle femme, Éya, toute l'histoire du Papillon des étoiles. Celle-ci, néanmoins, déforme les noms, ce qui permet au lecteur de reconnaître les principaux protagonistes de la Genèse. Ces personnages sont regroupés dans le tableau suivant :
| Nom dans le roman             | Nom biblique déformé  | Analogie entre le roman et certaines versions de la Genèse |
| ----------------------------- | --------------------- | --- |
| Adrien                        | Adam                  | Dans la Bible, Adam est le premier homme, père de l'humanité. L'analogie est ici triviale. |
| Élith (diminutif d'Élisabeth) | Lilith                | Dans certaines versions de la Genèse, Lilith est la première femme d'Adam, et se révolte contre lui, car elle refuse d'accomplir la position du missionnaire lors de leurs relations sexuelles. Adam la chasse du paradis et la soupçonne de stérilité. Il en est exactement de même dans le roman. |
| Éya                           | Ève                   | Ève est la seconde femme d'Adam, créée, dans certaines versions de la Bible, à partir d'une de ses côtes. Dans le roman, Adrien se sert de sa moelle osseuse et d'une machine pour créer Éya. |
| Satine                        | Satan                 | Ancienne alliée, Satine se révolte contre Yves et décide de retourner sur la Terre (assimilée à l'Enfer). Dans la Bible, Satan est un ange qui se rebelle contre Dieu. |
| Yves                          | Yahwé                 | Dans le roman, Yves est « le créateur » à l'origine du projet. Yahvé (YHWH) est le créateur de la vie selon la Bible hébraïque. |
| Gabriel                       | Gabriel (non déformé) | Fidèle allié d'Yves, Gabriel Mac Namarra épaulera le créateur jusqu'à sa mort. Dans la Bible, Gabriel (« Personne robuste de Dieu ») est un ange allié de Dieu. |

Le roman fait de plus allusion aux symboles bibliques regroupés dans le tableau ci-dessous :
| Symbole  | Dans le roman | Dans la Bible |
| -------- | --- | --- |
| la pomme | Une pomme est croquée par Élith avant d'embarquer à bord du Moucheron II pour aller coloniser la planète Nouvelle Terre, où elle trouvera la mort.                                                       | Ce fruit symbolise le péché originel, et le début d'une déchéance inéluctable.                                                                               |
| serpent  | le serpent est l'animal qui tue Élith, peu après qu'elle décide de quitter Adrien. De plus, Adrien recommande à sa nouvelle femme Éya de se « méfier des serpents : ils peuvent faire beaucoup de mal. » | Le serpent tente Ève et l'incite à croquer une pomme. |
| pommier  | C'est dans le tronc d'un pommier que sont cachées les connaissances essentielles des humains ayant lancé le papillon des étoiles.                                                                        | En latin malus signifie mal ou pommier ; dans le jardin d'Éden, les fruits de l'arbre de la connaissance du bien et du mal sont interdits.                   |
| 144 000  | Nombre de passagers prévu pour le vaisseau spatial. Peu de temps après le départ, certains décident de partir et de suivre Satine pour rentrer sur Terre.                                                | Nombre d'élus cité dans l'apocalypse de Jean. Il existe aussi 144 anges lors de la création, dont la moitié sont déchus et suivent Satan (Lucifer) en enfer. |

Finalement, Bernard Werber privilégie dans son livre la théorie de l'épidémie fulgurante pour expliquer l'extinction des dinosaures : Adrien et Élith amènent avec eux une maladie fatale à ces animaux. Ce dernier point permet d'identifier l'ultime référence du roman : la planète sur laquelle les deux humains ont atterri se révèle être la Terre, et Adrien affirme que leur planète d'origine se situe dans la constellation de la Grande Ourse. Ceci constitue une nouvelle hypothèse de panspermie de la part de l'auteur : la vie humaine aurait essaimé ailleurs, avant d'atteindre notre planète.

## Noms récurrents dans l’œuvre de Bernard Werber
Le nom de famille Toledano apparait dans plusieurs œuvres de Bernard Werber
Caroline Toledano, astronome dans Le Papillon des étoiles.
René Toledano héros de La Boite de Pandore et de La Prophétie des abeilles.
Jérôme Toledano, narrateur et héros de Et l'on pendra tous les pollueurs, nouvelle extraite de Paradis sur Mesure

### Note
Dans le livre Le Souffle des dieux rédigé également par Bernard Werber, à la page 127, Héraklès cite aux élèves-dieux de grands innovateurs et évoque un certain Liléith, un astronaute qui aurait monté une expédition de dernière chance pour sauver son espèce en la faisant fuir dans l'espace par un voilier solaire. Cette personne pourrait faire référence au héros du papillon des étoiles, Yves Kramer, qui tenta de sauver la race humaine en allant se réfugier sur une nouvelle planète.
La série Rama (1972) d'Arthur C. Clarke (cité par Bernard Werber comme un des maîtres de la SF dans Les Thanatonautes) nous conte une histoire similaire sans allusions bibliques.